# 圣德大王神钟
35°49′46.47″N 129°13′40.54″E / 35.8295750°N 129.2279278°E

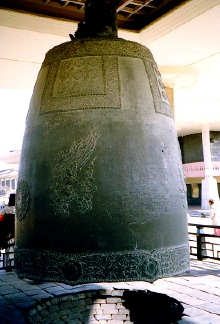
圣德大王神钟
諺文 = 성덕대왕신종, 에밀레종
朝鮮漢字 - 聖德大王神鍾, 에밀레鍾

圣德大王神钟（Bell of King Seongdeok / 大韩民国国宝 #29)，现在存放于国立庆州博物馆。此鐘於1962年12月12日被指定為韓國第29號国宝。其高3.75米，直径2.27米，厚度11至25釐米。国立庆州博物馆在1997測量其重量为18.9吨。钟被认为是统一新罗时代的杰作。
钟的挂钩是一个龙的头部的形状。有许多浮雕图案上的钟声，包括有花卉图案沿边缘和肩部。也有荷花，草浮雕，和一对二天堂少女浮雕。钟的底部是一个菱形，借给它看看东方的钟声中是唯一的。钟上铭文，逾千朝鮮漢字，是韩国书法和雕刻的典范。他们提供有关钟的详细信息，以及为什么它被摔。